# Pilkkarijärvi
Pilkkarijärvi är en sjö i Kiruna kommun i Lappland och ingår i Kalixälvens huvudavrinningsområde. Sjön är 4,7 meter djup, har en yta på 1,34 kvadratkilometer och befinner sig 384 meter över havet. Sjön avvattnas av vattendraget Piilijoki.

## Delavrinningsområde
Pilkkarijärvi ingår i det delavrinningsområde (750447-172579) som SMHI kallar för Utloppet av Pilkkarijärvi. Medelhöjden är 426 meter över havet och ytan är 18,08 kvadratkilometer. Det finns inga avrinningsområden uppströms utan avrinningsområdet är högsta punkten. Piilijoki som avvattnar avrinningsområdet har biflödesordning 2, vilket innebär att vattnet flödar genom totalt 2 vattendrag innan det når havet efter 282 kilometer. Avrinningsområdet består mestadels av skog (82 procent) och sankmarker (11 procent). Avrinningsområdet har 1,34 kvadratkilometer vattenytor vilket ger det en sjöprocent på 7,4 procent.